# Batman (игра, 1990)
Batman — компьютерная игра в жанре экшена, разработанная и изданная компанией Sunsoft для игровой приставки Sega Mega Drive в 1990 году. Это первая игра для Sega Mega Drive о Бэтмене. Игра создана по мотивам одноимённого фильма 1989 года от Тима Бёртона.

## Сюжет
Бэтмен стоит на страже Готэма, борется с преступностью. У Босса готэмской мафии в подчинении был некий Джек Напье, руководящий преступной бандой и по совместительству «гуляющий» с подружкой своего Босса. Босс же, заметив эту интригу, решает наказать Джека, подстроив облаву на Axis Chemicals. Бэтмен также не остается в стороне от этой операции и решает принять в ней самое прямое участие, дабы поймать Напье и его приспешников. И ему это удаётся, но не совсем. Пытаясь отбиться от вездесущего Бэтмена, Джек Напье стреляет в него из револьвера, но Бэтмен рикошетит пулю своей перчаткой, пуля попадает в Джека, и тот буквально свисает на огромным чаном с кислотой. Попытка Бэтмена спасти Напье не увенчивается успехом, и тот падает в кислоту. Но выживает. Из-за полученных многочисленных увечий от столь вредного продукта, тело Джека изуродовано, нервные окончания повреждены, а на лице сияет никогда не спадающая улыбка. Так появляется самый главный злодей Готэма и противник Бэтмена № 1 — Джокер, который незамедлительно, после своего перерождения, принимается наводить свой порядок в городе, убив для начала своего Босса. С этого момента начинается противостояние Бэтмена — лучшего в мире детектива и его безумного и могущественного врага Джокера.

## Игровой процесс

Первый уровень игры. Слева направо расположены счетчик очков, шкала здоровья из 8 сегментов, над которой — аналогичная шкала для боссов, индикатор оставшихся жизней и счетчик бэтарангов.

Уровни игры Batman представляют собой замкнутые локации, наполненные противниками и препятствиями. В конце каждого уровня игрока ожидает бой с боссом. Стиль игры — классический платформер.
В процессе игры можно восполнять запасы бэтарангов, здоровья и жизней, обнаруживая их на уровнях или в секретных локациях. Жизни символизируются иконками с изображением головы Бэтмена, здоровье — желтыми сердечками, а бэтаранги — иконками летучей мыши.
Бэтмен может атаковать противников ударами рук и ног, а также выполнять прыжковые атаки. Для атак на расстоянии используются бэтаранги.

## Оценки
| Сводный рейтинг    | Сводный рейтинг |
| Агрегатор          | Оценка          |
| ------------------ | --------------- |
| GameRankings       | 70 %            |
| Иноязычные издания |                 |
| Издание            | Оценка          |
| EGM                | 32/40           |
| IGN                | 6/10            |
| Mega Play          | 31/40           |
| Console XS         | 82 %            |
| Mega Action        | 83 %            |
| MegaTech           | 83 %            |
| Jeuxvideo.com      | 14/20           |

Игра Batman получила разнообразные отзывы от критиков. Обозреватель IGN выделил положительные стороны игрового процесса и верность сюжету фильма, но отметил, что игра довольно коротка и не представляет особого вызова. Коллектив рецензентов из Mega Play выразил восхищение графикой и игровым процессом, хотя и указал на недостаточную сложность и медлительность игрового процесса. В свою очередь, Console XS и Mega Action также подчеркнули высокое качество графического исполнения игры. Журнал Megatech высоко оценил графическое и звуковое оформление, отметив, что они заслуживают похвалы, в частности, благодаря «мрачному» дизайну фонов и саундтреку. При этом обозреватель Metatech также раскритиковал низкую сложность игры. Критики из Electronic Gaming Monthly похвалили верность фильму и качество исполнения, хотя и выразили недовольство относительно сложности и продолжительности игры. Журналист из Jeuxvideo.com по аналогии с остальными обозревателями также похвалил игру за графическое исполнение и разнообразие.